# Jacinto
Jacinto is een gemeente in de Braziliaanse deelstaat Minas Gerais. De gemeente telt 12.923 inwoners (schatting 2009).

## Aangrenzende gemeenten
De gemeente grenst aan Almenara, Jordânia, Rubim, Salto da Divisa, Santa Maria do Salto en Santo Antônio do Jacinto.